# أندرو روبرتسون (عداء سريع)
أندرو روبرتسون (بالإنجليزية: Andrew Robertson) هو عداء سريع بريطاني، ولد في 17 ديسمبر 1990 في غرانتهام في المملكة المتحدة.

## وصلات خارجية
- أندرو روبرتسون على موقع الاتحاد الدولي لألعاب القوى (الإنجليزية)
- أندرو روبرتسون على موقع اتحاد ألعاب الكومنولث (مؤرشف) (الإنجليزية)